# Thinopteryx
Thinopteryx là một chi bướm đêm thuộc họ Geometridae.